# Tim Minear

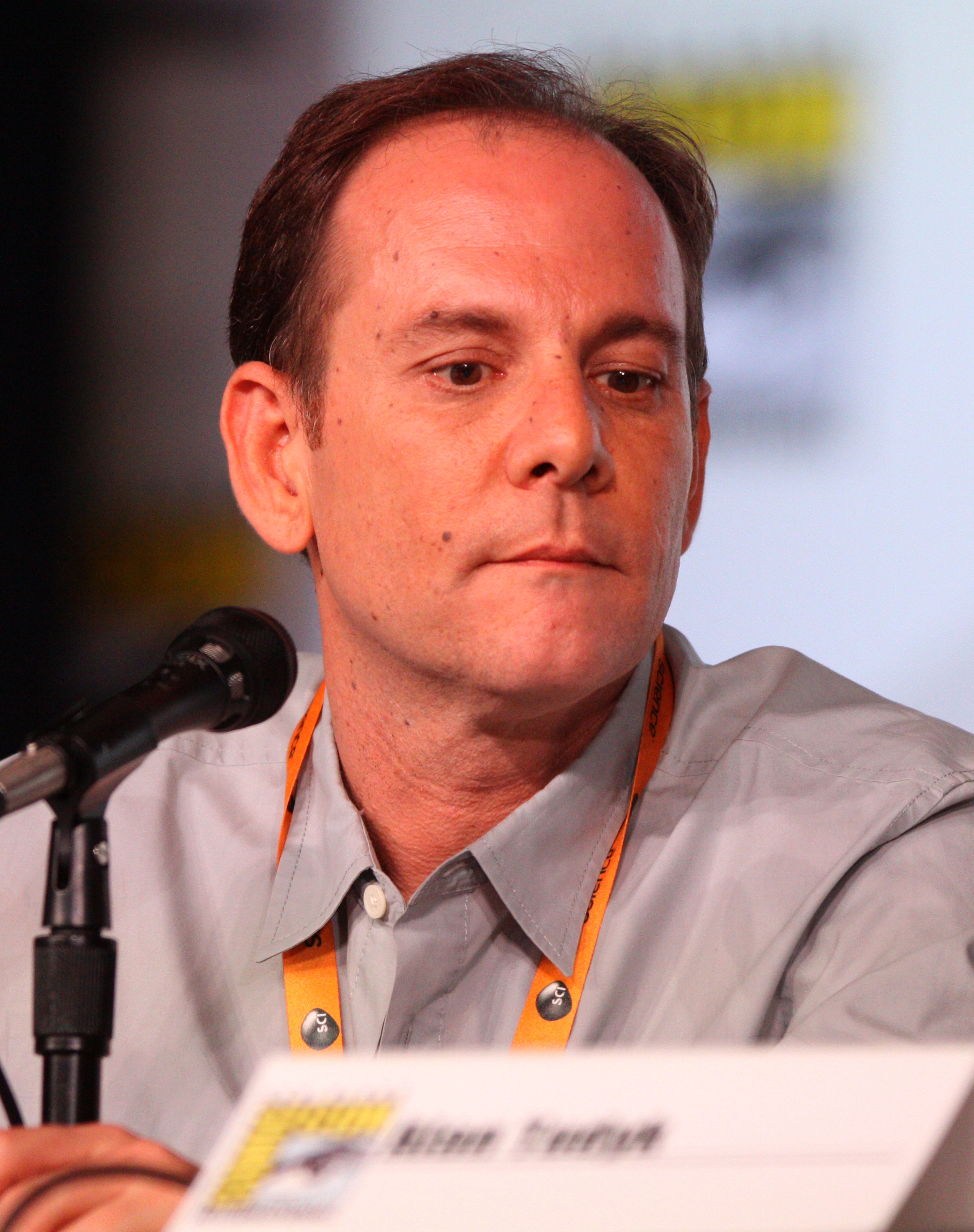
Tim Minear auf der Comic-Con 2012

Tim Minear (* 29. Oktober 1963 in New York) ist ein US-amerikanischer Drehbuchautor und Fernsehregisseur.
Minear wurde in New York geboren und wuchs auch in Whittier, Kalifornien auf. Er studierte Film an der California State University, Long Beach.
Minear war Regieassistent für den Film Platoon, und schrieb Episoden für verschiedenen Fernsehserien, unter anderem für Akte X – Die unheimlichen Fälle des FBI und Superman – Die Abenteuer von Lois & Clark. Später wurde er ausführender Produzent, schrieb Drehbücher und führte Regie bei Folgen von Strange World, Angel – Jäger der Finsternis, Firefly – Der Aufbruch der Serenity, Wonderfalls und The Inside, die Serie, die er zusammen mit Howard Gordon erschaffen hat.
Minear entwickelte seine eigene Serie, Drive, die 2007 bei Fox jedoch bereits nach vier Episoden abgesetzt wurde.
Oft arbeitet Minear mit Joss Whedon zusammen.